# Alessandro Grassi Ormisda
Alessandro Ormisda Grassi, detto “Misto” (Mombello Lago Maggiore, 10 giugno 1893 – Laveno, 18 dicembre 1977), è stato un antifascista italiano.

## Biografia
Nasce a Mombello L.M. il 10 giugno 1893. Nel 1921 convive con Maria Teodora Bassi dalla quale ha una bambina, Thea. Il Misto, così veniva soprannominato, dopo aver perso il lavoro, si attiva in una organizzazione del PCI di Reggio Emilia per l'espatrio di antifascisti: a seguito di delazione, viene arrestato nell'aprile 1933 e condannato a cinque anni di confino sull'isola di Ponza. Venne schedato presso il Casellario politico centrale. Al confino rimarrà quasi un anno, sino al 27 giugno 1934, quando tornerà a Laveno riprendendo il suo antico lavoro come ceramista.
Durante il confino ottenne un permesso, nel dicembre 1933, per sposare Maria Teodora Bassi. Venne vigilato dalla polizia fascista fino al 1943.
Nel dopoguerra decide di attivarsi nel Partito Comunista Italiano e, candidandosi più volte, viene eletto nel 1956 nella lista social-comunista. Divenne nel 1960 e nel 1964 capolista per il Partito Comunista.
Si distinse in due occasioni: nel tentativo, riuscito, di evitare il licenziamento di circa 700 operai delle Ceramiche (1956) e per l'impegno sindacale a favore del riconoscimento della silicosi come malattia professionale.
Muore a Laveno il 18 dicembre 1977.
Alla sua vita è dedicato il libro Il Misto (Edizioni Marwan, Mesenzana 2010), scritto dal nipote Francesco Ottone. 
Nel 2010 l'amministrazione comunale deliberò di dedicargli la rotatoria allinfersezione fra via Martiri della Libertà e Cavalcavia Boesio: una lapide lo ricorda nell'aiuola della rotatoria stessa.